# Ise (poetisa)
Ise (伊勢?   872 u 875 - 938) fue una poetisa japonesa de la era Heian y pertenecía a una clase cortesana de poetas de waka, donde su abuelo Ōnakatomi no Yoshinobu era un sobresaliente poeta de waka. Nació en la provincia de Ise y fue amante del Príncipe Atsuyoshi y concubina del Emperador Uda; el Príncipe Yuki-Akari fue un hijo que tuvo con el Emperador.

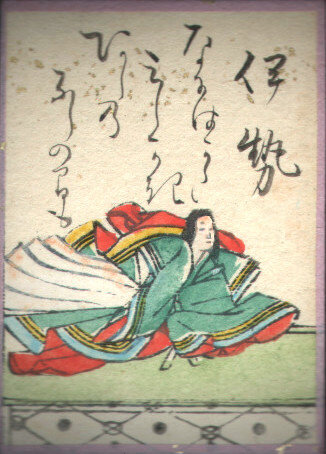
Ise, en el Ogura Hyakunin Isshū.

Sus poemas fueron emblemáticos de los estilos cambiantes de la época y 173 de ellos fueron añadidos a la antología de poemas Kokin Wakashū.